# Zunzgen
Zunzgen är en ort och kommun i distriktet Sissach i kantonen Basel-Landschaft, Schweiz. Kommunen har 2 757 invånare (2023).